# پایین‌دسته رکن‌کلا
پایین‌دسته رکن‌کلا، روستایی است از توابع شهرستان سیمرغ در استان مازندران ایران.

## جمعیت
این روستا در کیاکلا قرار داشته و براساس آخرین سرشماری مرکز آمار ایران که در سال ۱۳۸۵ صورت گرفته، جمعیت آن ۴۳۶نفر (۱۱۳خانوار) بوده‌است.